# Lejkowiec trąbkowy

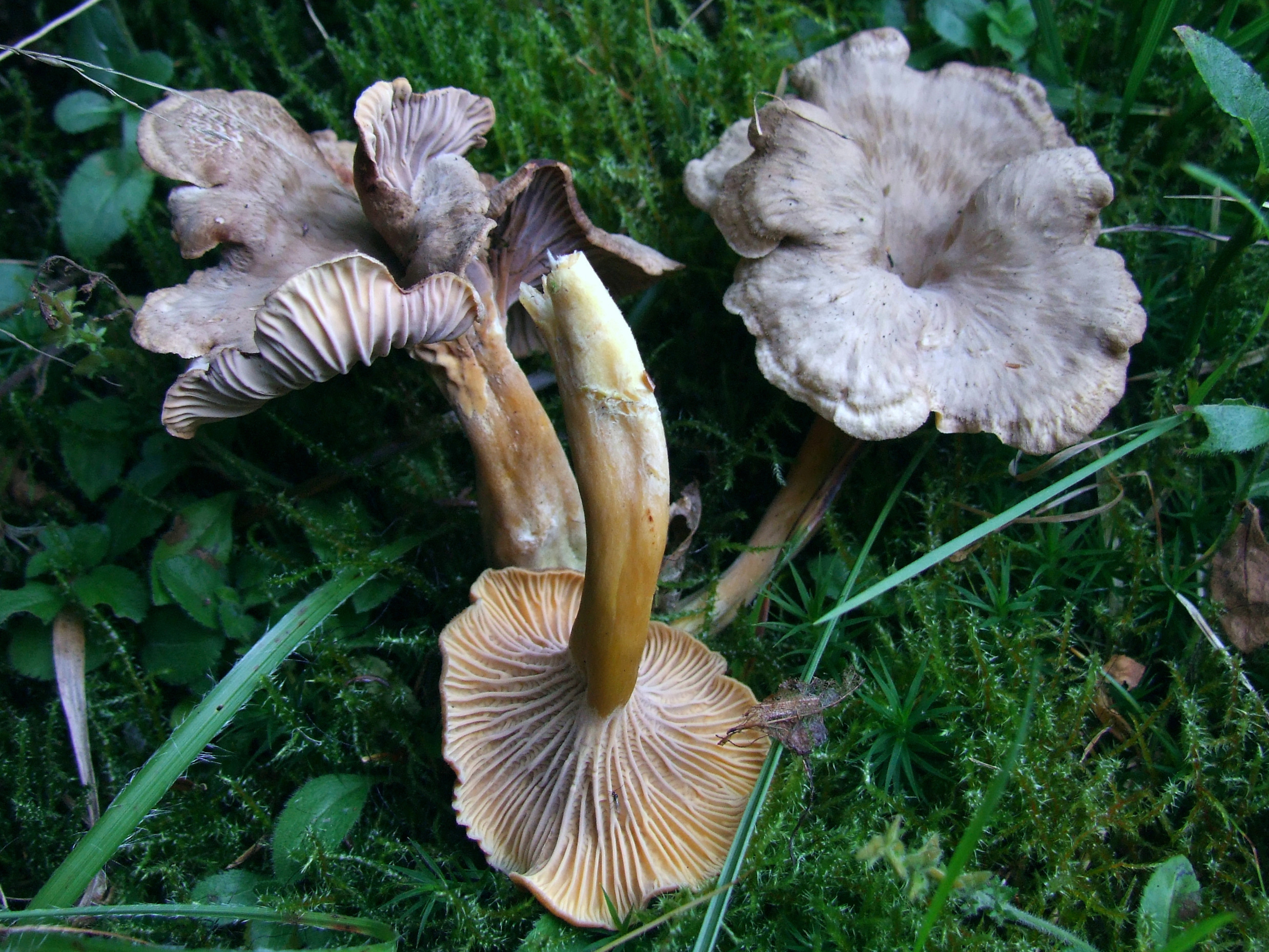
Starsze okazy lejkowca trąbkowego

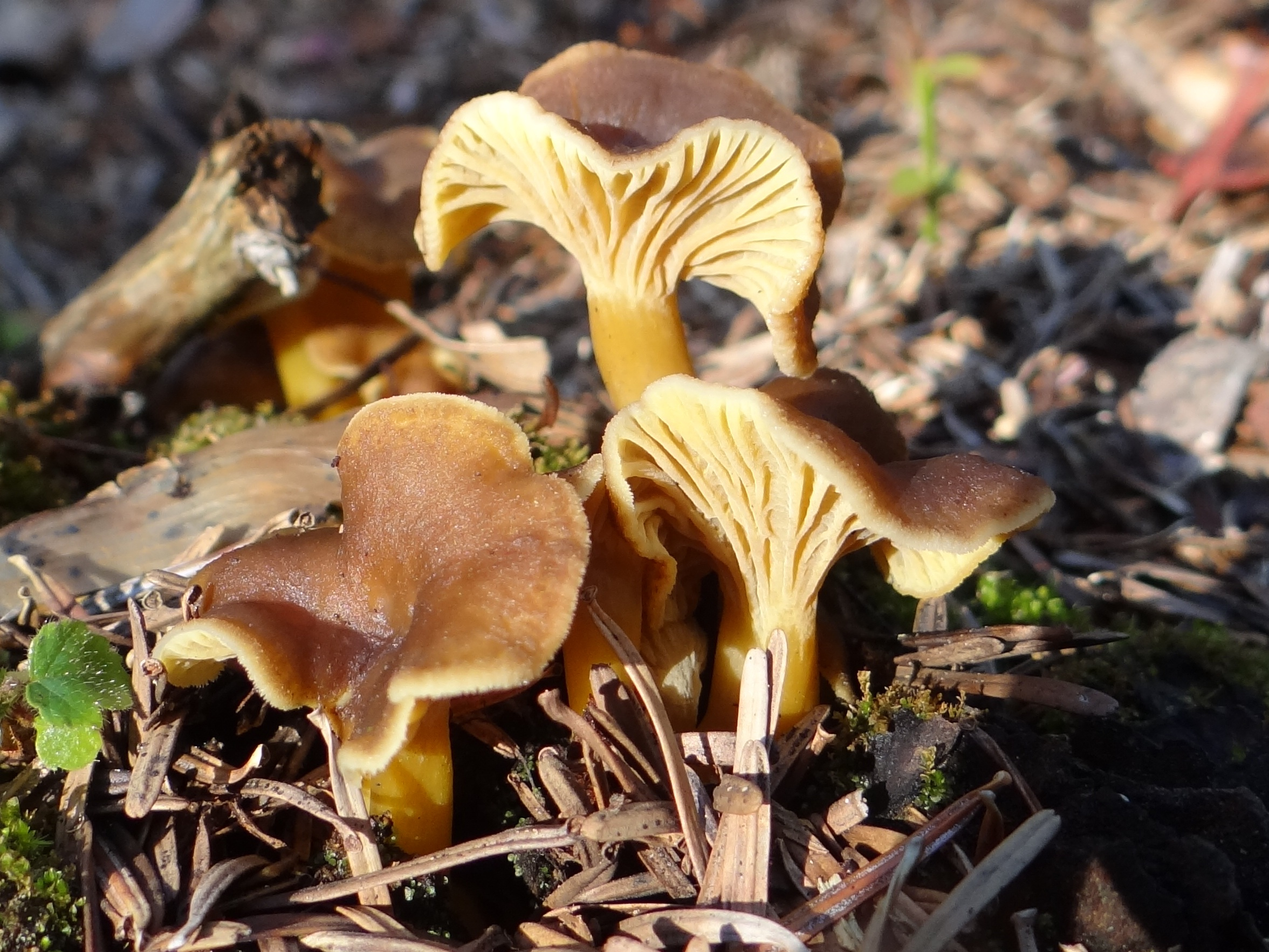

Lejkowiec trąbkowy (Craterellus tubaeformis (Fr.) Quél.) – gatunek grzybów z rodziny kolczakowatych (Hydnaceae).

## Systematyka i nazewnictwo
Pozycja w klasyfikacji: Craterellus, Cantharellaceae, Cantharellales, Incertae sedis, Agaricomycetes, Agaricomycotina, Basidiomycota, Fungi.
Po raz pierwszy zdiagnozował go w 1821 r. Elias Fries, nadając mu nazwę Cantharellus tubaeformis. Obecną, uznaną przez Index Fungorum nazwę, nadał mu Lucien Quélet w 1888 r.
Niektóre synonimy naukowe:
- Agaricus cantharelloides Bull.,
- Agaricus cantharelloides Sowerby,
- Cantharellus cantharelloides Quél.,
- Cantharellus infundibuliformis (Scop.) Fr.,
- Cantharellus infundibuliformis var. subramosus Bres.,
- Cantharellus tubaeformis Fr.,
- Cantharellus tubaeformis var. subramosus (Bres.) Cetto,
- Cantharellus tubaeformis var. tubaeformis Fr.,
- Cantharellus xanthopus (Pers.) Duby,
- Helvella cantharelloides Bull.,
- Helvella tubaeformis Bull.,
- Merulius cantharelloides (Bull.) J.F. Gmel.,
- Merulius fuligineus Pers.,
- Merulius hydrolips var. fuligineus (Pers.) Mérat,
- Merulius infundibuliformis Scop.,
- Merulius lutescens Pers.,
- Merulius tubiformis var. lutescens (Pers.) Pers.,
- Merulius xanthopus Pers.,
- Trombetta lutescens (Pers.) Kuntze

W 1898 r. Stanisław Chełchowski nadał mu nazwę pieprznik trąbkowy, wówczas gatunek ten zaliczany był do rodzaju pieprznik (Cantharellus). Jednak obecnie według Index Fungorum należy do rodzaju Craterellus (lejkowiec). Aktualna nazwa została zarekomendowana przez Komisję ds. Polskiego Nazewnictwa Grzybów Polskiego Towarzystwa Mykologicznego w 2025 r.

## Morfologia
Kapelusz
Średnicy 2–6 cm, trąbkowaty i głęboko pępkowaty, o cienkim miąższu i brzegu silnie pofałdowanym, na starość często otwarcie przechodzący w pusty trzon. Kolor kapelusza od żółtobrązowego do szarobrązowego.
Hymenofor
W postaci listewek wyraźnie zbiegających po trzonie. Młode listewki nieraz pięknie żółte, później żółtoszare albo białoszare; wąskie, grube, rzadkie, widlasto rozgałęzione z licznymi połączeniami poprzecznymi (anastomozy), zbiegające na trzon.
Trzon
Wysokość 4–8 cm, grubość 0,4–1 cm. Jest nieregularnie walcowaty i podłużnie spłaszczony oraz pomarszczony i wyraźnie pusty. Dołem ochrowożółty, górą siwawy.
Miąższ
Żółtawoszary, o smaku łagodnym. Zapach mało wyczuwalny, często trochę ziemisto-stęchły.
Wysyp zarodników
Kremowożółty, nieamyloidalny. Zarodniki kuliste, gładkie i niemal bezbarwne, o średnicy 9-12 × 5-10 µm.
Gatunki podobne
Lejkowca trąbkowego można pomylić z lejkowcem brzoskwiniowonnym (Craterellus lutescens), który ma trzon złotożółty a listewki szarobiaławe i słabo wykształcone. Podobny jest też pieprznik szary (Cantharellus cinereus), ale ma trzon i kapelusz czarnobrązowe i listewki z sinym nalotem. Stare okazy pieprznika trąbkowego mogą być również mylone z rzadko występującym gatunkiem – lejkowcem pełnotrzonowym (Craterellus undulatus) występującym na żyznych glebach pod dębami i leszczynami, często w gęstych skupieniach, jego trzon jest szarobrązowy, a kapelusz błękitnoszary z charakterystycznym kędzierzawym kantem.

## Występowanie i siedlisko
Występuje w Ameryce Północnej i Środkowej, Europie, Azji, Australii i na niektórych wyspach, podano jego stanowisko także w Antarktyce. W Polsce jest dość pospolity.
Grzyb naziemny, rosnący zwykle grupami w lasach iglastych i liściastych w miejscach wilgotnych, porośniętych mchem. Rośnie zarówno na glebach kwaśnych, jak i zawierających wapń. Najczęściej jednak występuje w górskich lasach pod świerkami i jodłami. Występuje w towarzystwie świerków (zarówno drzew żywych, jak i obumarłych pozostałości). Występuje na glebach kwaśnych. Pojawia się późną jesienią i występuje aż do przymrozków.

## Znaczenie
Grzyb jadalny. W Polsce jednak nie jest zbierany. Tymczasem według niektórych autorów jest to smaczny grzyb, doskonale nadający się na risotto. Jest grzybem mykoryzowym.